# Pont Nou de Tolosa de Llenguadoc
El pont Nou de Tolosa (pont Nòu en occità, pont-Neuf en francès) és un pont que creua el riu Garona al centre històric de la ciutat de Tolosa de Llenguadoc, enllaçant la plaça del Pont Nou (Plaça del Pont Nòu - place du Pont-Neuf), a la riba dreta, amb el carrer de la República (carrièra de la Republica - rue de la République), a la riba esquerra. Malgrat el seu nom, és el pont que creua la Garona més antic de la ciutat i que encara roman en peu. Els altres van anar sent destruïts per les inundacions del riu. El pont de Tonís és anterior, però no es considera que creués el riu ja que servia per connectar l'antiga illa de Tonís amb la riba dreta de la ciutat, salvant un ramal del riu anomenat la Garoneta.

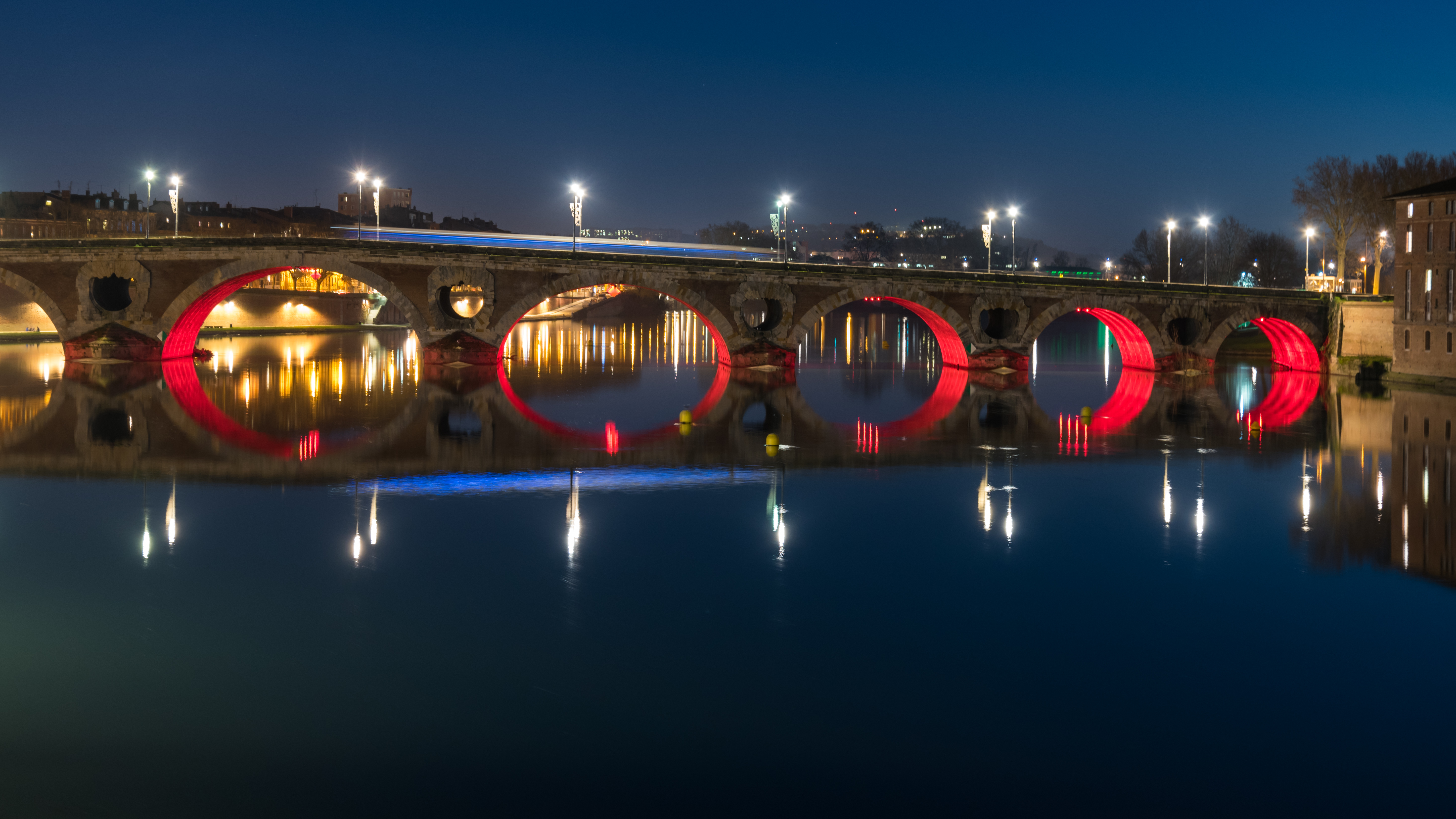
Visió nocturna del pont

El pont Nou era antigament l'entrada a la ciutat. Anteriorment hi havia com a complement del pont un arc de triomf construït per Jules Hardouin-Mansart. Aquest arc va ser destruït el 1860. Avui en dia el pont continua sent utilitzat per vehicles i vianants.

## Construcció

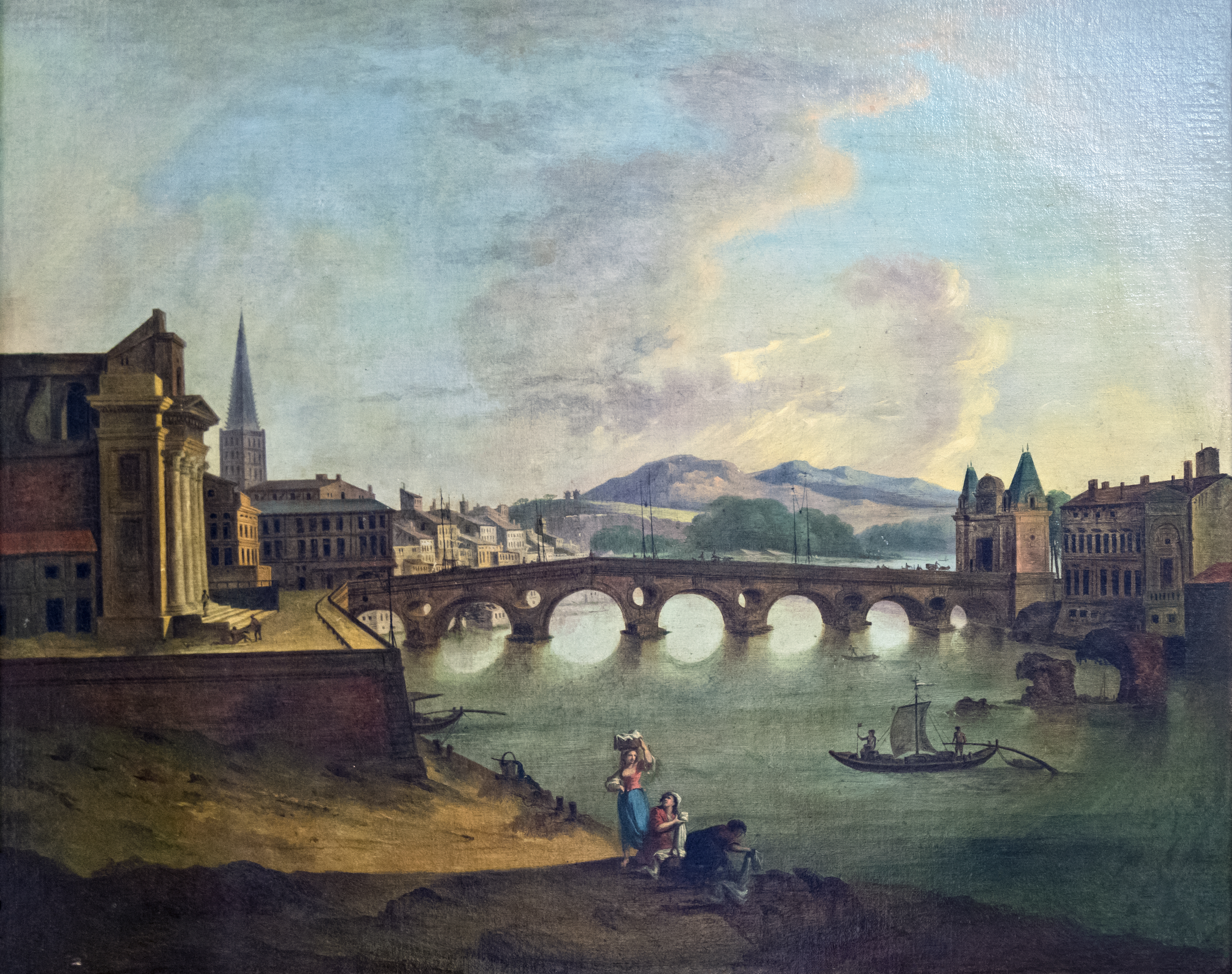
EL pont Nou en una il·lustració de finals del

Al segle xvi, el mal estat del pont de la Daurada va permetre plantejar-ne la substitució. La construcció del nou pont va ser iniciada pels capitols de la ciutat, però realment no va començar fins al 1541, quan el rei Francesc I va decidir finançar-ne la construcció mitjançant la creació d'una lleva excepcional anual de 20 mil lliures sobre la regió. El projecte elaborat amb un estudi molt complet, que no va impedir malgrat tot una desviació final de 20 metres respecte als plans inicials.
La primera pedra la va posar el 8 de gener de 1544 Joan de Mansencal, membre del parlament de Tolosa, durant una cerimònia. Interrompudes les obres el 1560 per les guerres de religió, van finalitzar el 1632. L'antic pont de la Daurada va ser enderrocat uns quants anys més tard, el 1639. Encara es poden veure les restes d'una pila d'aquest antic pont al costat del pont nou. El pont va ser inaugurat en persona pel rei Lluís XIV i la reina Maria Teresa el 19 d'octubre de 1659.

### Mestres de la construcció
- Arquitectes i enginyers: Nicolas Bachelier i Louis Privat
- Dissenyadors: Jacques Lemercier i Pierre Souffron
- Empresaris parisencs: François Mansart en nom del seu oncle Marcel Le Roy (mort el gener de 1647) que va obtenir el contracte del pont el 1615.

## Aspectes tècnics
El pont té una longitud de 220 m i un total de 7 arcs. Des del primer moment, es va planificar perquè resistís les agressions de la Garona. Té tres dispositius que l'han fet superar crescudes importants de la Garona, com la del 23 de juny de 1875: els set arcs són irregulars, les piles tenen un total de sis obertures circulars (canalons o ulls) centrals i cada pila té unes crestes al davant que trenquen el curs de l'aigua. La inundació del 1875 va ser tan violenta que va arribar a la part superior dels arcs, però la construcció va aguantar.
Les seves piles es van reforçar entre 1937 i 1948. El pont està ancorat sobre blocs de granit enterrats al llit de la Garona.